# نينو كاستلنوفو
نينو كاستلنوفو (بالإيطالية: Nino Castelnuovo)‏ هو ممثل إيطالي، ولد في 28 أكتوبر 1936 في إيطاليا.

## أعمال

### أفلام
- (1964) مظلات شربورغ
- (1996) المريض الإنجليزي[9]

## وصلات خارجية
- نينو كاستلنوفو على موقع IMDb (الإنجليزية)
- نينو كاستلنوفو على موقع ألو سيني (الفرنسية)
- نينو كاستلنوفو على موقع ميوزك برينز (الإنجليزية)
- نينو كاستلنوفو على موقع تيرنر كلاسيك موفيز (الإنجليزية)
- نينو كاستلنوفو على موقع أول موفي (الإنجليزية)
- نينو كاستلنوفو على موقع قاعدة بيانات الأفلام السويدية (السويدية)
- نينو كاستلنوفو على موقع ديسكوغز (الإنجليزية)
- نينو كاستلنوفو على موقع قاعدة بيانات الفيلم (الإنجليزية)
- نينو كاستلنوفو على موقع كينوبويسك (الروسية)